# Pilea erosa
Pilea erosa är en nässelväxtart som beskrevs av Ignatz Urban. Pilea erosa ingår i släktet pileor, och familjen nässelväxter. Inga underarter finns listade i Catalogue of Life.